# Новокарачево
Новокара́чево (рос. Новокарачево, башк. Яңы Ҡарас) — присілок у складі Мішкинського району Башкортостану, Росія. Входить до складу Мавлютовської сільської ради.
Населення — 114 осіб (2010; 196 у 2002).
Національний склад:
- татари — 97 %